# Lasiochernes jonicus
Lasiochernes jonicus är en spindeldjursart som först beskrevs av Beier 1929.  Lasiochernes jonicus ingår i släktet Lasiochernes och familjen blindklokrypare. Inga underarter finns listade i Catalogue of Life.